# USS Boise (SSN-764)
Pour les autres navires du même nom, voir USS Boise.
L’USS Boise (SSN-764) est un sous-marin nucléaire d'attaque américain de classe Los Angeles, nommé d'après la ville de Boise dans l'Idaho. Il a été mis en service en 1992.

## Histoire du service
Construit au chantier naval Northrop Grumman de Newport News, il a été mis en service dans l’United States Navy le 7 novembre 1992 et l’est encore aujourd’hui.
Il a notamment participé à l'opération Liberté irakienne en 2003 durant laquelle il tira des missiles BGM-109 Tomahawk contre des cibles irakiennes.